# 蒙塔略-韦雪
蒙塔略-韦雪（法語：Montalieu-Vercieu，法語發音：[mɔ̃taljø vɛʁsjø]）是法国伊泽尔省的一个市镇，属于拉图尔迪潘区。该市镇于1790-1794年间由蒙塔略（Montalieu）和韦雪（Vercieu）合并而成。

## 地理
蒙塔略-韦雪（45°48'51"N, 5°24'13"E）面积8.66 平方千米，位于法国奥弗涅-罗讷-阿尔卑斯大区伊泽尔省，该省份为法国东南部内陆省份，北起顺时针与安省、萨瓦省、上阿尔卑斯省、德龙省、阿尔代什省、卢瓦尔省和罗讷省。
与蒙塔略-韦雪接壤的市镇（或旧市镇、城区）包括：塞里耶尔德布里奥尔、维勒布瓦、布韦斯-基里约、沙雷特、波尔雪-昂布拉尼约。

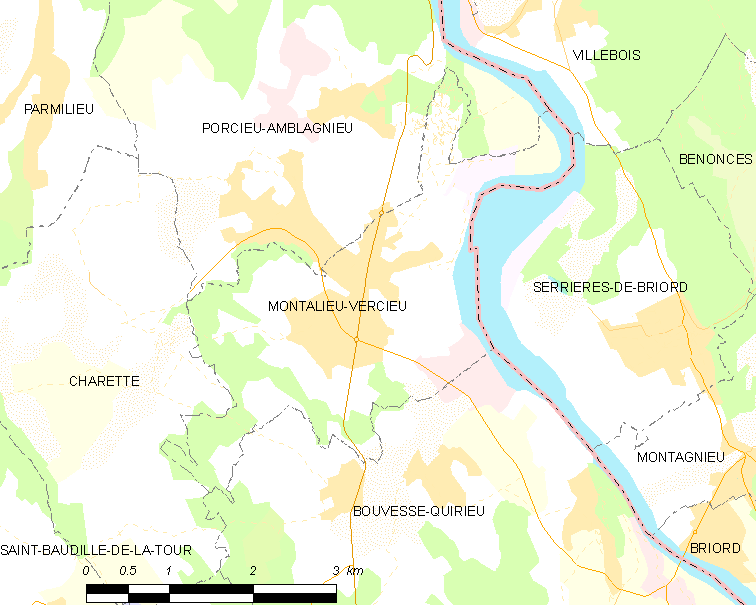
蒙塔略-韦雪的OSM定位图

蒙塔略-韦雪的时区为UTC+01:00、UTC+02:00（夏令时）。

## 行政
蒙塔略-韦雪的邮政编码为38390，INSEE市镇编码为38247。

## 政治
蒙塔略-韦雪所属的省级选区为莫雷斯泰勒县。

## 人口

1962-2008年间蒙塔略-韦雪人口变化图示

蒙塔略-韦雪于2022年1月1日时的人口数量为3508人。